# Ameriški dolar
Amêriški dólar je uradna valuta Združenih držav Amerike. Zunaj meja ZDA pogosto služi kot valuta državnih rezerv. Izdajanje valute nadzira ameriška centralna banka (Federal Reserve). Ameriški dolar najpogosteje označujemo z znakom za dolar ($). Koda ISO 4217 za ameriški dolar je USD, Mednarodni denarni sklad uporablja tudi oznako US$. Leta 1995 je bilo v prometu 380 milijard ameriških dolarjev, od tega približno eno tretjino v ZDA, preostalo pa drugod po svetu. Do aprila 2004 je celotna vsota izdanega denarja narasla na okoli 700 milijard ameriških dolarjev, razmerje med domačo in tujo posestjo pa se ni spremenilo.
ZDA so ena od številnih držav, ki imenujejo svojo valuto dolar. Več držav uporablja tudi ameriške dolarje kot zakonito plačilno sredstvo, spet druge države pa dopuščajo njegovo rabo kot de facto plačilno sredstvo.
Američani uporabljajo za dolar pogovorni izraz »buck« [bák], kar izvira iz trgovine s krznom v kolonialnem obdobju. Ustaljen termin je tudi »grand«, ki pomeni tisoč enot valute, vključno z dolarji.
Ameriški dolar uporabljajo kot svojo valuto tudi naslednje države in teritoriji: Portoriko, Ekvador, Salvador, Ameriška Samoa, Ameriški in Britanski Deviški otoki, Otoki Turks in Caicos.